# Rio Doce (Olinda)
Rio Doce é o mais populoso bairro da cidade de Olinda, no estado brasileiro de Pernambuco.
Rio Doce, integra a 10ª Região Político-Administrativa – RPA 10. É dividido em 6 partes. 
Jardim Rio Doce, que tem seu início após o antigo hotel Quatro Rodas até a ponte do Janga, onde está localizado o 1º BPM-PE, e toda a extensão de praia também conhecida como praia de Rio Doce. Ao chegar na ponte do "Rio Doce" próxima à antiga Telemar temos início as divisões que foram feitas conforme o bairro foi crescendo, sendo essas divisões denominadas etapas, ficando assim conhecidas como 1ª, 2ª, 3ª, 4ª, e 5ª etapa. 
A feira de Rio Doce fica localizada na 1° Etapa, sendo bastante conhecida e freqüentada pelos moradores do bairro e de bairros vizinhos.
Em agosto de 2003, Rio Doce ganhou um Espaço Criança Esperança, na 3ª Etapa. Na 5ª etapa encontra-se o Terminal Integrado de Passageiros de Rio Doce.

## Curiosidades do bairro
Um bairro de gente famosa, um bairro inspirador para vários artistas, entre os mais conhecidos temos Chico Science, que fez deste bairro sua inspiração e do mangue sua paixão, revolucionando a música brasileira, quando criou sua marca, seu estilo, o Manguebeat, juntamente com Jorge Do Peixe, tornando-o conhecido e respeitado internacionalmente. O local também foi frequentado pelo sambista Jorge Ribas, que vem ganhando reconhecimento no Brasil e em outros países, tendo tocado com diversos nomes, como por exemplo, Diogo Nogueira.  
É berço de alguns grandes jogadores de futebol, como Biro-Biro, Juninho Pernambucano, Chiquinho (ex-Sport, Vasco da Gama), Nasa (ex-América Recife [Goleiro], Ferroviário CE, Vasco da Gama), Lucio (ex-Unibol, Ituano, Palmeiras, São Paulo, Grêmio), atletas importantes que fizeram história no futebol brasileiro. Os times, Flamenguinho e Atlético de Rio Doce com o saudoso diretor Carlos Santarosa, tiveram como destaque o zagueiro Nenem (Romildo) e Junior (Argemiro), Palmeirinhas do famoso Dr. Hélio da Patativa, Rio Negro, Corinthians que sempre fizeram a alegria dos amantes do futebol nos finais de semana, além do Nó Cego, da Rua do Socó, treinado por Seu Marcônio.
E ainda podemos citar outras maravilhas deste bairro grandioso, as quadrilhas juninas, Pisa no Espinho, Tio Chico, Tio Barnabé, Palmeirinhas também do Dr. Hélio da Patativa, Flor do Abacate, Forró Moderno, Unidos no Arraial, Gaiola das Loucas (essa era bem irreverente) e a infanto-juvenil Nó Cego, que mantinha as tradições das quadrilhas mais antigas, sem a estilização adotada pelas demais, e puxada por Seu Marconio, da Rua do Socó. 
Rio Doce também ficou conhecido pelo glamour do desfile de 7 de setembro, onde vários colégios de Olinda e Recife se apresentavam fazendo um dia especial para pais, alunos e professores, onde uma das atrações era a Banda Marcial do Colégio Bairro Novo.

## Colégios Particulares, Estaduais e Municipais
- Academia Ana Paula
- Academia Universo
- Colégio e Curso Expositivo
- Colégio e Curso Bairro Novo
- Colégio Patrícia Costa
- Colégio Nossa Senhora de Fátima
- Colégio Jesus de Nazaré
- Colégio Pensar, Geo, Pensar, Anglo Líder
- Colégio Carneiro Leão
- Educandário Moderno
- Escola Moderna (Moderna Colégio & Curso)
- Escolinha Tia Gil (Educandário Geração)
- Escolinha de Dona Valquíria (Aprender é Festa)
- Escolinha Pequenópolis (Tia Léo)
- Escola Prof. Ernesto Silva
- Escola Antônio Souto Filho
- Escola Prof. Inês Borba
- Escola Compositor Antôno Maria
- Escola Isabel Buriti
- Escola Municipal Monte Castelo
- Escola Escritor Paulo Cavalcanti
- Escola João Matos Guimarães
- Escola Gregório Bezerra
- Escola Jerônimo Albuquerque
- Escola Novo Saber (Ana Margaret)
- Instituto Educacional do Saber

Entre outros.

## EspaçoCriança EsperançaOlinda
Em 2003, houve a chegada do Espaço Criança Esperança Olinda em Rio Doce, o que acrescentou diversificação ao bairro, tendo em vista a educação de jovens e crianças, além de capacitações em diversas áreas como a de informática. Alunos do Núcleo de Comunicação, atuaram no espaço e multiplicaram as habilidades aprendidas, propiciando o aprimoramento na área e aspirando crescimento técnico, inclusive visualizando o ensino superior como uma alternativa educacional.
Em junho de 2011, o Espaço Criança Esperança Olinda encerrou as suas atividades e voltou a ser a Vila Olímpica de Rio Doce. As instalações do projeto da Rede Globo, Unesco e Universidade Católica de Pernambuco se mudaram para a cidade de Jaboatão dos Guararapes.